# Апелляционный суд Гулатинга
Апелляцио́нный су́д Гула́тинга (норв. Gulating lagmannsrett) — является одним из шести апелляционных судов в Норвегии, рассматривающим жалобы на приговоры по уголовным и гражданским делам городских и окружных судов, входящих в Западный судебный округ. Располагается в Бергене.
Юрисдикция апелляционного суда распространяется на губернии Ругаланн, Хордаланн, Согн-ог-Фьюране и коммуну Сирдал в Вест-Агдере. Суд состоит из 33 судей.
Помимо Бергена, дела также слушаются в Ставангере, где суд имеет представительство.
Апелляционный суд получил своё название от традиционного древнескандинавского народного собрания — Гулатинга, созданного ещё в 900 году и служившего в качестве законодательного и судебного органа на территории земель Западной части Норвегии. Собрание проводилось в Гулене и являлось одним из самых крупнейших тингов в средневековой Норвегии.
Решение апелляционного суда может быть обжаловано в Верховный суд Норвегии только в том случае, если его специальный проверочный апелляционный комитет в составе из 3 судей сочтёт допустимым такое обжалование.